# Bexhövede
Bexhövede is een dorp en voormalige gemeente in het Landkreis Cuxhaven in de deelstaat Nedersaksen. Het dorp ging in 1974 met een aantal omliggende dorpen op in de eenheidsgemeente Loxstedt.
Door het dorp loopt de Bundesstraße 71.

## Geschiedenis
Het gebied is al sinds de Jonge Steentijd bewoond geweest. Dragers van de Trechterbekercultuur (3500-2800 v.Chr.) richtten er megalietmonumenten op, waaronder het deels bewaard gebleven Großsteingrab Bexhövede.
De Oudsaksische naam van het dorp betekent ongeveer: beekshoofd, bron van de beek.
Albert van Riga (ook: Albert van Buxhoeveden, Albert van Appeldern) werd omstreeks 1165 in het dorp geboren. Hij was de derde bisschop van Lijfland.

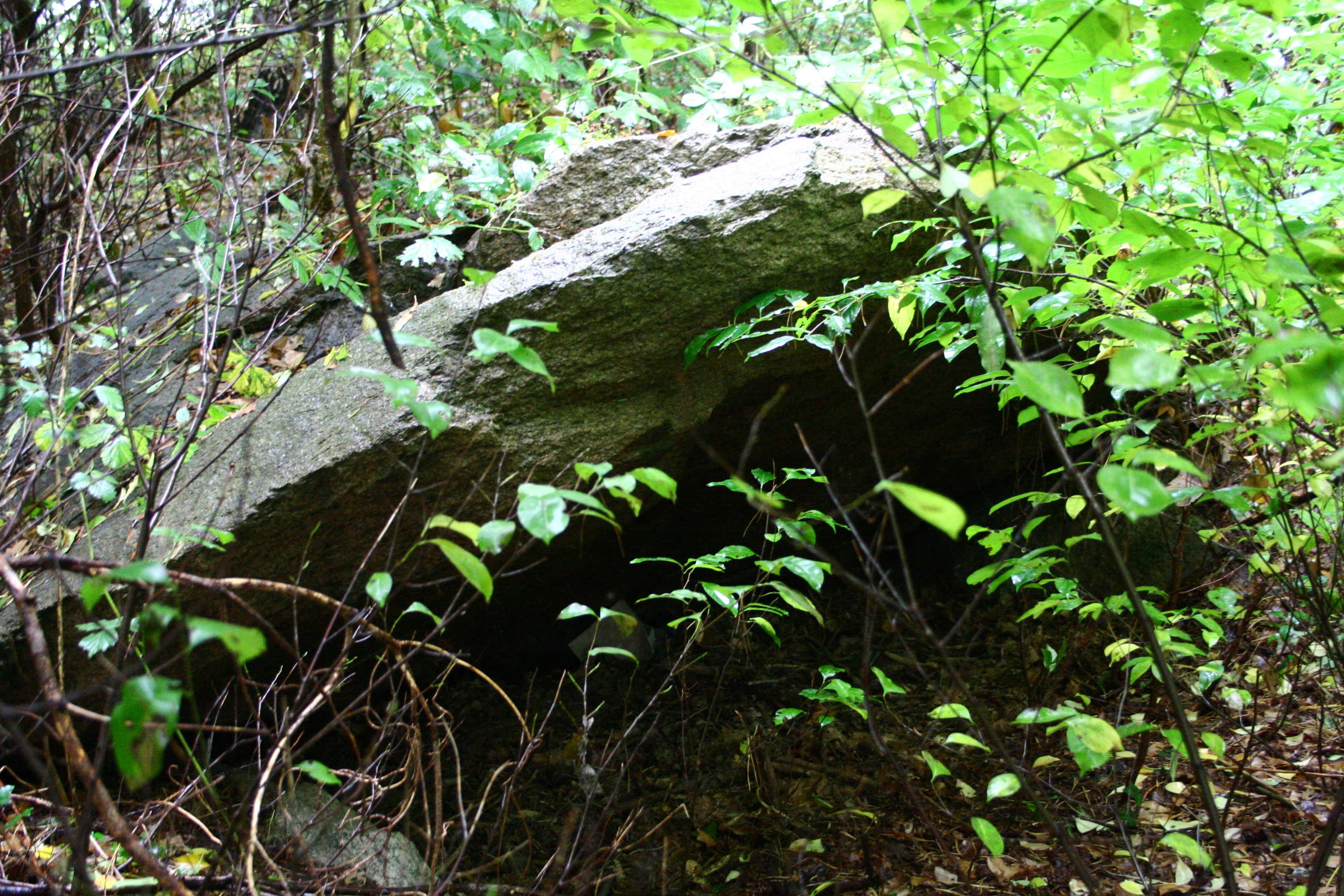
Megalietmonument bij Bexhövede
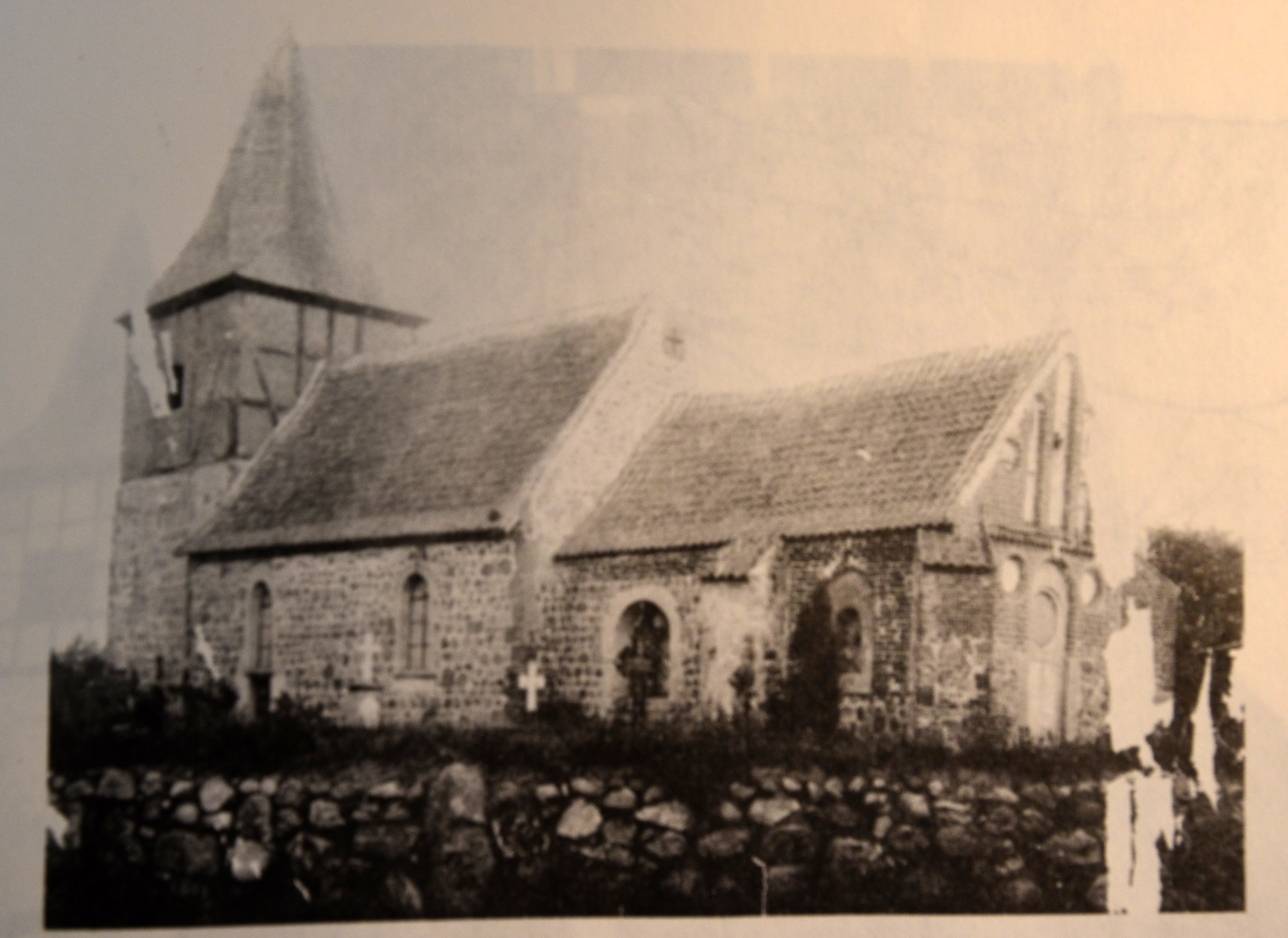
Dorpskerk in 1895

## Bezienswaardigheden
Het dorp heeft een kerk, opgetrokken uit veldkeien, die dateert uit het eind van de 12e eeuw (1184), de Johannes-de-Doperkerk. Het gebouw werd in later eeuwen vele malen gerenoveerd of uitgebreid. 

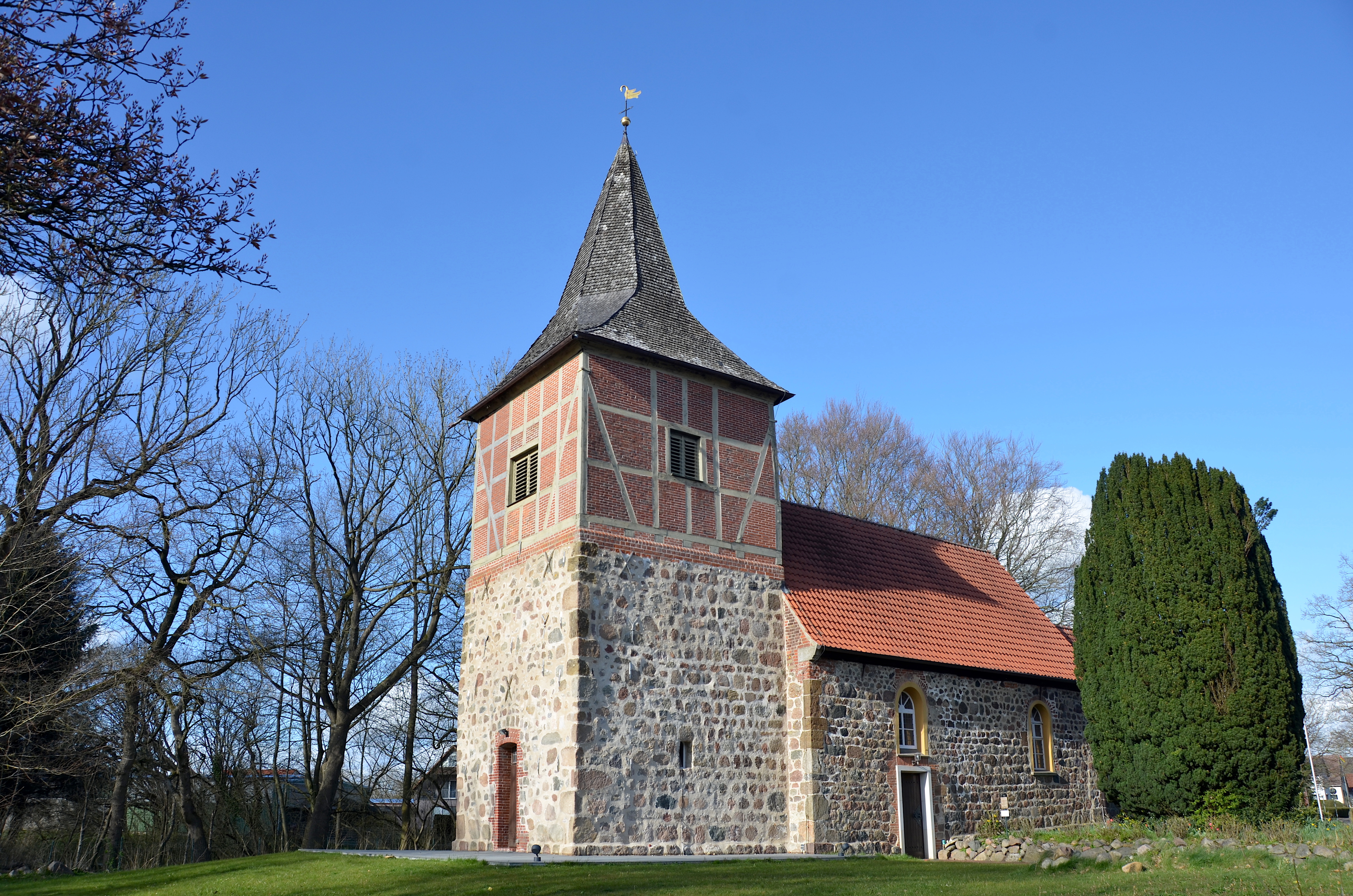
Johannes-de-Doperkerk, Bexhövede
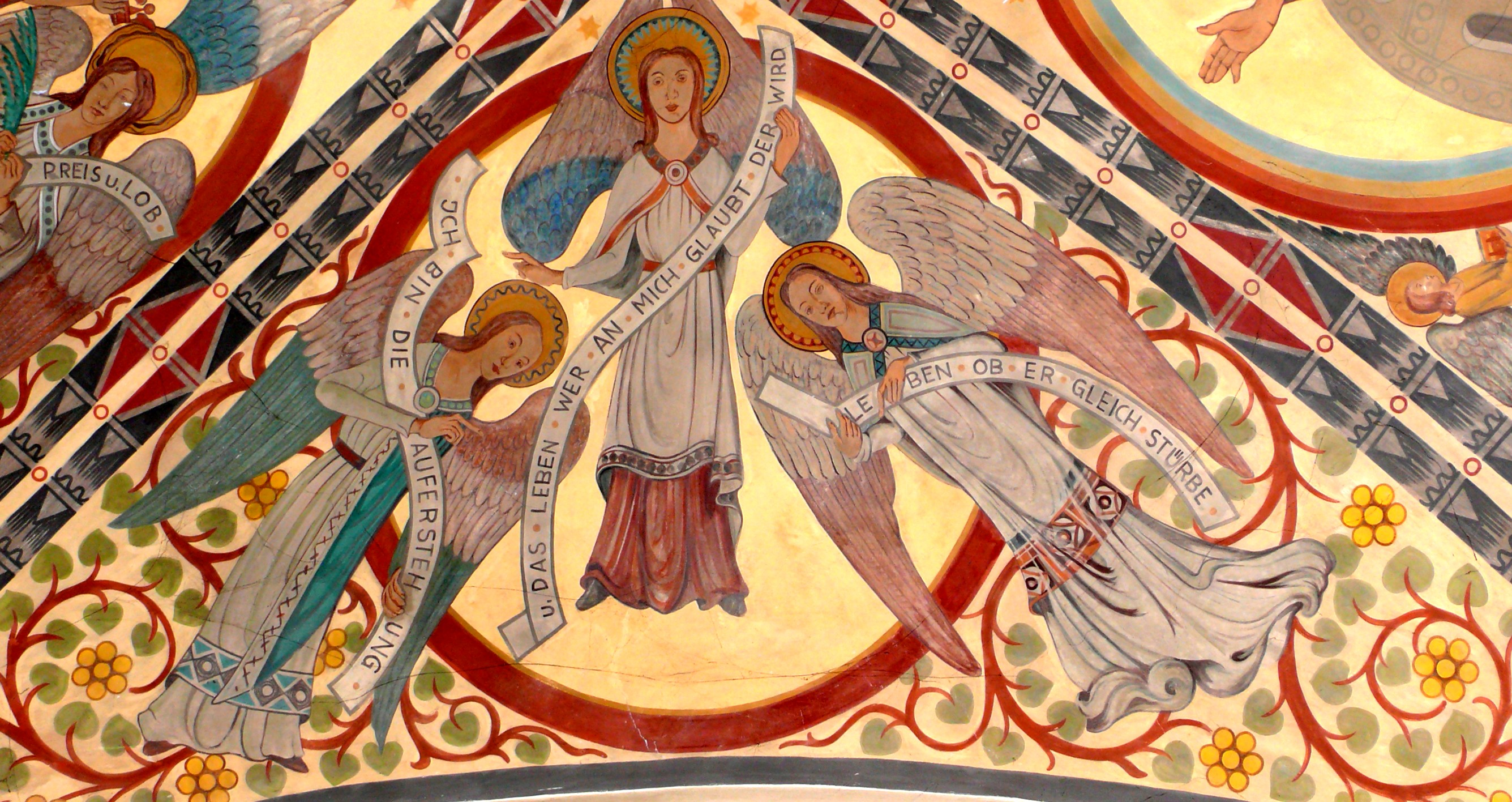
Plafondschilderingen (1923-1955) in deze kerk

- Virtual International Authority File: 242756922